# Punta de plata

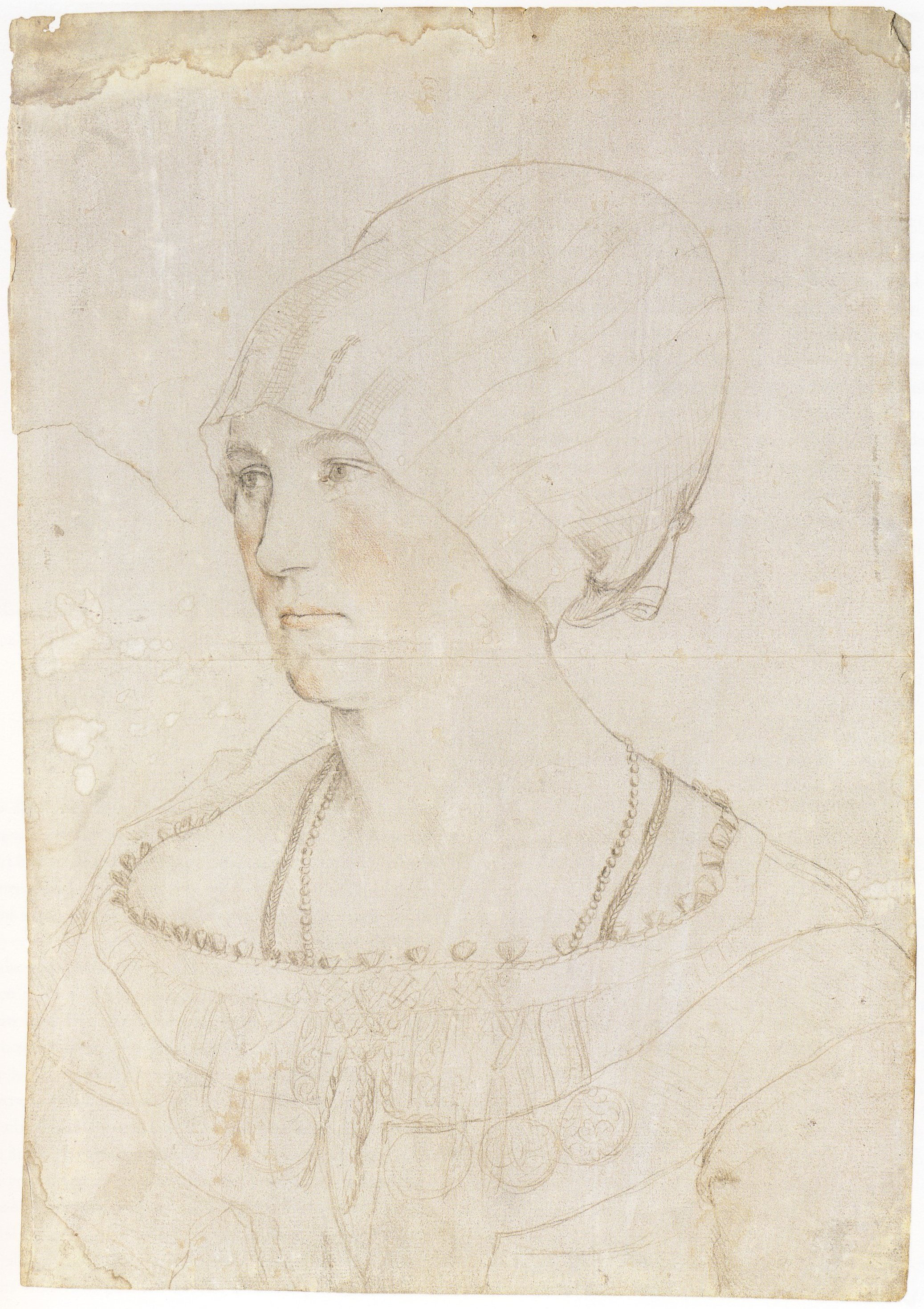
Hans Holbein, Retrat de Dorothea Meyer, Kunstmuseum, Basilea

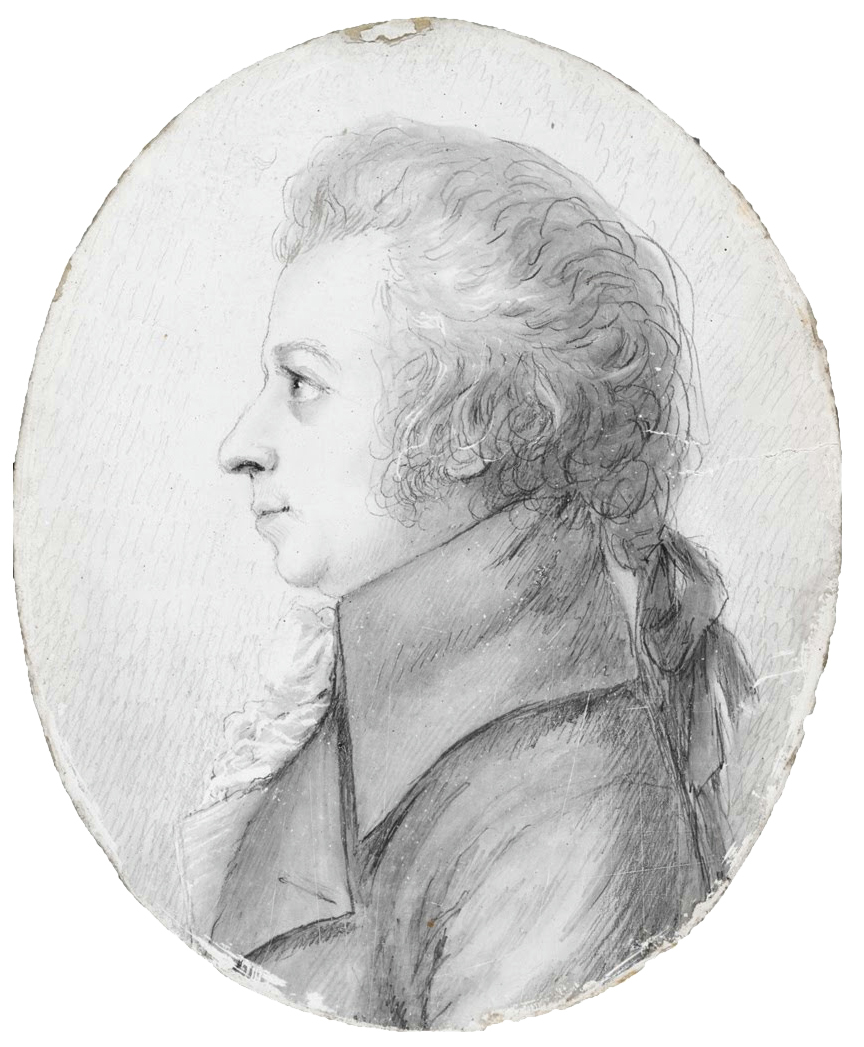
Retrat de Mozart, punta de plata per Doris Stock, 1789

La punta de plata és una eina de dibuix i escriptura que consisteix en una vareta de plata fina amb punta, de diferents mides, que s'adjunta a un mànec o un portamines. S'utilitza com un llapis per dibuixar sobre un suport de paper o pergamí preparat amb una substància blanca o de color originalment fetes de farina d'os, anomenada al Renaixement carta tinta i que pot ser substituïda per una preparació de guix o guaix. El terme es refereix a l'eina, la tècnica i el treball obtingut.
El traç obtingut és molt fi i d'un to gris que evoluciona al llarg del temps, per l'oxidació del metall, cap a marrons càlids. Contràriament a la creença popular, degut a la raresa de la seva pràctica, la punta de plata és una eina barata: la seva fabricació és senzilla i té un mínim desgast.

## Història
D'ús infreqüent en l'actualitat, es va utilitzar per traçar el dibuix previ a les il·luminacions de manuscrits en pergamí. Es feia servir molt durant el Renaixement. Els primers centres de producció eren a Florència i Flandes. Entre els grans noms que varen fer servir la punta de plata hi ha Jan van Eyck, Albrecht Dürer, Leonardo da Vinci i Rafael. Cennino Cennini dedica la major part del seu llibre Il Llibre dell'Arte ("El Llibre d'Art") a la tècnica de la punta de plata i de plom, i com preparar els fons.
A finals del segle xvi, la forma de dissenyar canvia, el tractament minuciòs deixa pas a una tècnica més lliure, es desenvolupa l'ús de llapis i guix directament, sense la tediosa preparació del suport, i esdevé la decadència de la punta de plata. Només els holandesos, amb Hendrick Goltzius i Rembrandt (Retrat de Saskia, 1633, Berlín) mantenir aquesta tècnica.
El retorn de la mina de plata es produeix a l'inici del segle xx, amb els pintors prerafaelites, Alphonse Legros a Anglaterra, Meder Josep a Àustria i Alemanya, i l'americà Joseph Stella. Aquesta tècnica és cada vegada més comú avui en dia. Alguns artistes utilitzen les punta de plata en combinació amb altres tècniques i realitzen obres de grans dimensions. Entre d'altres, destaca Víctor Koulbak.

## Miniatura
El retrat es dibuixa en un full de pergamí que és recobert per les dues cares d'una sorra blanca. L'artista dibuixa amb diferents llapis negres i marca els blancs amb un instrument anomenat rascador. Sovint se li dona un lleuger tint d'aquarel·la de color vermell a la cara per fer-la més viva.